# El Saucito, San Luis de la Paz
El Saucito är en ort i Mexiko.   Den ligger i kommunen San Luis de la Paz och delstaten Guanajuato, i den centrala delen av landet, 240 km nordväst om huvudstaden Mexico City. El Saucito ligger 1 993 meter över havet och antalet invånare är 102.
Terrängen runt El Saucito är platt västerut, men österut är den kuperad. Runt El Saucito är det ganska tätbefolkat, med 62 invånare per kvadratkilometer. Närmaste större samhälle är San Luis de la Paz, 14,9 km norr om El Saucito. Trakten runt El Saucito består till största delen av jordbruksmark.